# Сергеј Секуловић
Сергеј Секуловић (Подгорица, 1978) јесте црногорски адвокат и политичар.

## Биографија
Био је министар унутрашњих послова у Влади Здравка Кривокапића, од 4. децембра 2020. до 28. априла 2022. године. Такође је био вршилац дужности министра правде, након смене Владимира Лепосавића, од 1. јула 2021. до 24. јануара 2022. године.
На функцији министра унутрашњих послова, заменио је Мевлудина Нухоџића из Демократске партије социјалиста. Секуловића је 28. априла 2022. наследио Филип Аџић из Уједињене реформске акције, у Влади Дритана Абазовића.
Магистар је људских права и цивилни активиста. Био је савјетник министра рада и социјалног старања, Бориса Марића у влади изборног повјерења 2016. године, а раније и функционер Покрета за промјене.